# Dipartimento di Zoukougbeu
Il dipartimento di Zoukougbeu è un dipartimento della Costa d'Avorio situato nella regione di Haut-Sassandra, distretto di Sassandra-Marahoué.
La popolazione censita nel 2014 era pari a 110.514 abitanti. 
Il dipartimento è suddiviso nelle sottoprefetture di Domangbeu, Grégbeu, Guessabo e Zoukougbeu.